# سيدباقر (مقاطعة دالاهو)
سيدباقر (بالفارسية: سیدباقر) هي قرية تقع في قسم بيونيج الريفي (مقاطعة دالاهو) في إيران. يقدر عدد سكانها بـ 27 نسمة بحسب إحصاء 2016.